# ماکسیم لیتش
ماکسیم لیتش (انگلیسی: Maxim Leitsch؛ زادهٔ ۱۸ مهٔ ۱۹۹۸) بازیکن فوتبال اهل آلمان است.
از باشگاه‌هایی که در آن بازی کرده‌است می‌توان به باشگاه فوتبال بوخوم اشاره کرد.
وی همچنین در تیم‌های ملی فوتبال جوانان آلمان، جوانان آلمان، و زیر ۲۱ سال آلمان بازی کرده‌است.